# 避孕隔膜
避孕隔膜（英語：diaphragm）是一種屏障式的生育控制（避孕）裝置，其使用效果中等，在一般使用情況下，一年內的失敗率約為12%。在性行為發生前先於其上塗佈殺精劑，然後裝在子宮頸上，並在性行為後留原處至少六個小時。此裝置通常經由醫療保健提供者進行裝設。
個體使用的副作用通常甚少。有可能會增加細菌性陰道病和泌尿道感染的風險。如果此裝置留在陰道內超過24小時，可能會發生毒性休克症候群。雖然使用此裝置可能會降低感染性傳染病的風險，但效果並非良好。隔膜的形式有多種，有的具有不同的邊緣和彈簧設計。製作材料為乳膠、矽氧樹脂或是天然橡膠。此裝置透過阻止精子經由子宮頸進入子宮，同時在子宮頸附近有殺精劑輔助而發揮避孕作用。
避孕隔膜於1882年左右開始受到廣泛使用，作避孕工具用。它已被列入世界衛生組織基本藥物標準清單之中。

## 醫療用途
在將此裝置置入或是取出人體之前，應先洗淨雙手，以避免將有害細菌引入陰道。
隔膜的邊緣會被擠壓成橢圓形或弧形以便插入。可將水性潤滑劑（通常是殺精劑）塗在隔膜的邊緣以利置入。置入前可將一茶匙 (5毫升) 殺精劑塗抹在隔膜的圓頂上，或在置入後再用塗藥器將殺精劑塗抹在隔膜的圓頂。
隔膜必須在交媾前置入，並在男性最後一次射精之後仍留在原處6至8小時。.針對多次性行為，建議在每次發生前另外再將5毫升殺精劑置入陰道（不要放入隔膜中央凹陷處 - 以免破壞隔膜的密封）。卸下的隔膜在存放前應用溫和肥皂水清洗。隔膜必須至少每24小時卸下一次以進行清潔，之後可立即重新置入。
含有油脂的潤滑劑或陰道藥物會導致乳膠材質隔膜迅速降解，而大幅增加隔膜破裂或撕裂的機會。
天然乳膠會隨著時間拉長而降解。根據使用和儲存條件，乳膠隔膜應每隔一到三年更換掉。矽膠隔膜的使用壽命可能會更長，達到十年。

### 有效性
隔膜的有效性可透過兩種方式評估（與大多數避孕形式一樣）："方法有效性"和"實際有效性"。方法有效性指的是伴侶間正確且持續使用此法，且未懷孕的比例。實際有效性指的是伴侶件將此方法作為唯一的節育方式，而沒發生懷孕的比例，統計中包括有時會錯誤使用，或有時根本不使用的狀況。數字通常顯示的是第一年的使用結果。最常見的有效性統計是佩爾指數，但一些研究則採用遞減表。
所有形式的避孕法，實際有效性均低於方法有效性，原因為：
- 提供如何使用的說明出現錯誤
- 使用者所犯的錯誤
- 使用者明知，卻不嚴格遵守

例如隔膜可能被醫療保健提供者不正確安裝，或者在交媾後過早將之移除，或者逕自選擇在沒有置入隔膜的情況下進行交媾。
根據書籍《避孕技術（Contraceptive Technology）》的內容，使用殺精劑的隔膜法，每年的失敗率有6%。
隔膜使用者的實際懷孕率因所研究的族群而異，據報導，年懷孕率在10%至39%之間。
隔膜的有效性對於已生育過的婦女和未生育的婦女均相同，此與其他一些子宮頸屏障避孕方式的結果不同。

### 裝置的優點
隔膜不會干擾女性的月經週期，因此，如果女性不再需要避孕，則無需進行任何撤銷措施或等待時間。
隔膜只需在交媾前置入。許多女性，尤其是性生活頻率較低的女性，更喜歡隔膜避孕等屏障避孕法，而非每天均須採取一些措施的做法。
隔膜可在使用前幾個小時插入（與所有子宮頸屏障相似），不會干擾前戲和交媾。大多數伴侶表示在交媾過程中，雙方都感覺不到隔膜的存在。
此種隔膜大約是所有避孕方法中價格最低廉者。

### 性傳染病
有證據顯示子宮頸細胞特別容易受到某些性傳染病 (STI) 的影響。子宮頸屏障（例如隔膜）可提供一些針對這些感染的保護。.然而測試隔膜是否能提供愛滋病感染防護的研究發現，伴侶中同時使用保險套和使用隔膜的愛滋病感染率，與僅有男方使用保險套的相同。
由於骨盆腔發炎 (PID) 是由某些性傳染病引起，隔膜可降低發生PID的風險。子宮頸屏障還可預防人類乳突病毒（HPV）感染，這種病毒會導致子宮頸癌，但這種保護似乎是由於與隔膜一起使用的殺精劑，而非隔膜本身。
隔膜也因其可攜帶抗微生物劑（一種進入陰道內，可預防性傳染病的製劑）而被認為是一種很好的給藥工具，目前正在研發中。

### 副作用
對乳膠過敏的女性（或其伴侶）不應使用乳膠隔膜。
隔膜會增加尿路感染 (UTI) 的風險。在置入前與移除隔膜後排尿，可將感染風險降低。
每10萬名使用隔膜的女性中，發生毒性休克症候群 (TSS) 的比率為2.4例，幾乎全部發生在裝置留置在人體內超過24小時的情況下。
泌尿道感染風險增加的原因可能是因隔膜對尿道施加壓力，特別是如果隔膜體積太大，會引發不適並阻止膀胱將尿液完全排除。然而名為nonoxynol-9殺精劑本身與泌尿道感染、念珠菌症和細菌性陰道病的風險增加有關。因此有些人主張使用以乳酸或檸檬汁為基底的殺精劑，這類殺精劑會產生較少的副作用。
也有人建議那些經歷過nonoxynol-9副作用的女性，或許可使用不含任何殺精劑的隔膜。一項研究發現使用不含殺精劑的膈膜的女性，每年的實際懷孕率為24%，然而研究中所有女性都裝置直徑60毫米的隔膜，但非由臨床醫生安裝。有其他較小規模的研究，提出相互矛盾的結果。目前的建議仍是所有隔膜使用者須加殺精劑後再置入。
1920年代初期，英國女性權利倡導者瑪麗·斯特普斯聲稱，由於陰道於交媾過程中會被撐開，以至於女性為男性愉悅而做的某些動作會受到體內隔膜彈簧的限制。後來幾年曾有對此的一些討論，兩位作者支持前述概念，有一位反對。其中一位在1920年代後期至1930年代認為雖然女性的肌肉運動受到限制，但並沒有多大區別，因為"大多數女性（20年代）無法自主操作她們的骨盆肌肉以取得最佳效果" （在性愛過程中）。然而瑪麗·斯特普斯將這種論調歸為蹩腳的藉口。

### 隔膜類型
隔膜的直徑為50毫米至105毫米（約2-4英吋）。有兩種不同的材料可供選擇：乳膠和矽膠。隔膜還可在邊緣配備不同類型的彈簧。
當側面受到擠壓時，弧形彈簧會折疊成弧形。這是隔膜中所具最堅固的彈簧類型，適用於具有任何陰道張力水平的女性。弧形彈簧可供患有輕度膀胱突出、直腸突出或子宮後傾的女性使用。弧形彈簧隔膜可能比其他彈簧類型更容易正確置入。
當隔膜側面受到壓縮，螺旋彈簧會變平而成為橢圓形。沒有弧形彈簧隔膜的邊緣部分不如具弧形彈簧者堅固，僅適合陰道張力一般或堅硬的女性使用。如果弧形彈簧隔膜讓女性或其伴侶在交媾過程中感到不舒服，改用裝有螺旋彈簧的可能會更令人滿意。螺旋彈簧隔膜與弧形彈簧隔膜不同，可用稱為導引器的裝置置入陰道內。
平型彈簧很像螺旋彈簧，但更薄。這種類型的隔膜邊緣僅適用於陰道張力堅挺的女性。對於不方便用手操作的女性，也可使用導引器將平型彈簧隔膜置入。Ortho Pharmaceutical（嬌生公司的子公司）製造一種稱為Ortho White的平型彈簧隔膜。迄2014年，美國的Reflections Medical, Inc.也生產有平型彈簧隔膜。
避孕隔膜有多種變體。 由德國公司Kessel medintim GmbH製造，所採名為SILCS技術的隔膜（品牌名稱Caya® contoured diaphragm）由矽膠製成，具有弧形彈簧，隔膜一端製有指杯，方便移除。 美國公司Prestige Medical生產的Duet一次性隔膜由浸漬聚氨酯製成，預先填充有BufferGel（BufferGel為殺精劑和抗微生物劑，正在進行臨床試驗）。SILCS和Duet隔膜只有一種尺寸。

### 裝置

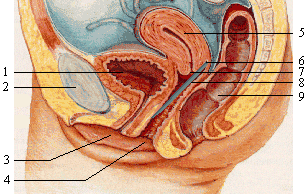
1: 膀胱, 2: 恥骨, 3: 尿道, 4: 陰道, 5: 子宮, 6: 陰道穹, 7: 子宮頸, 8: 避孕隔膜, 9: 直腸

通常隔膜有不同的尺寸，需要與醫療保健專業人員預約以進行安裝，以確定哪種尺寸較為適合。也有不需醫療保健專業人員協助安裝的單一尺寸。
根據女性不同的月經週期，而可能會安裝不同尺寸的隔膜。女性在月經期間使用較大的隔膜很常見，據推測，女性在接近排卵時可能會安裝更大尺寸的隔膜。對於女性而言，正確的尺寸是她在週期中可舒適安裝的最大尺寸。
在美國，隔膜只能在取得處方箋後方得購買。許多其他國家則不需如此。

## 作用機轉
隔膜邊緣的彈簧對陰道壁可形成密封。隔膜覆蓋子宮頸，防止精子經由宮頸管進入子宮。
傳統上隔膜與殺精劑一起使用，人們普遍認為殺精劑可顯著提高隔膜的有效性。目前尚未進行足夠的研究來確定不使用殺精劑的有效性。
一般認為在隔膜置入後發生性行為，超過六個小時後，必須在新的性行為前在陰道內放置額外的殺精劑。但關於殺精劑在隔膜內保持活性期限的研究很少。一項研究發現，隔膜中使用的殺精凝膠和霜12小時內仍維持其全部殺精活性。
人們長期均建議在交媾後將隔膜留在體內至少六到八小時。卻尚未進行任何研究來確定其有效性，一些醫學專業人士建議留置時間僅需四小時甚至是兩小時就已足夠。一間避孕海綿製造商建議在交媾後僅兩小時即可取出。但此類說法並未經過正式研究予以證實，因此建議仍以謹慎為上。

## 歷史

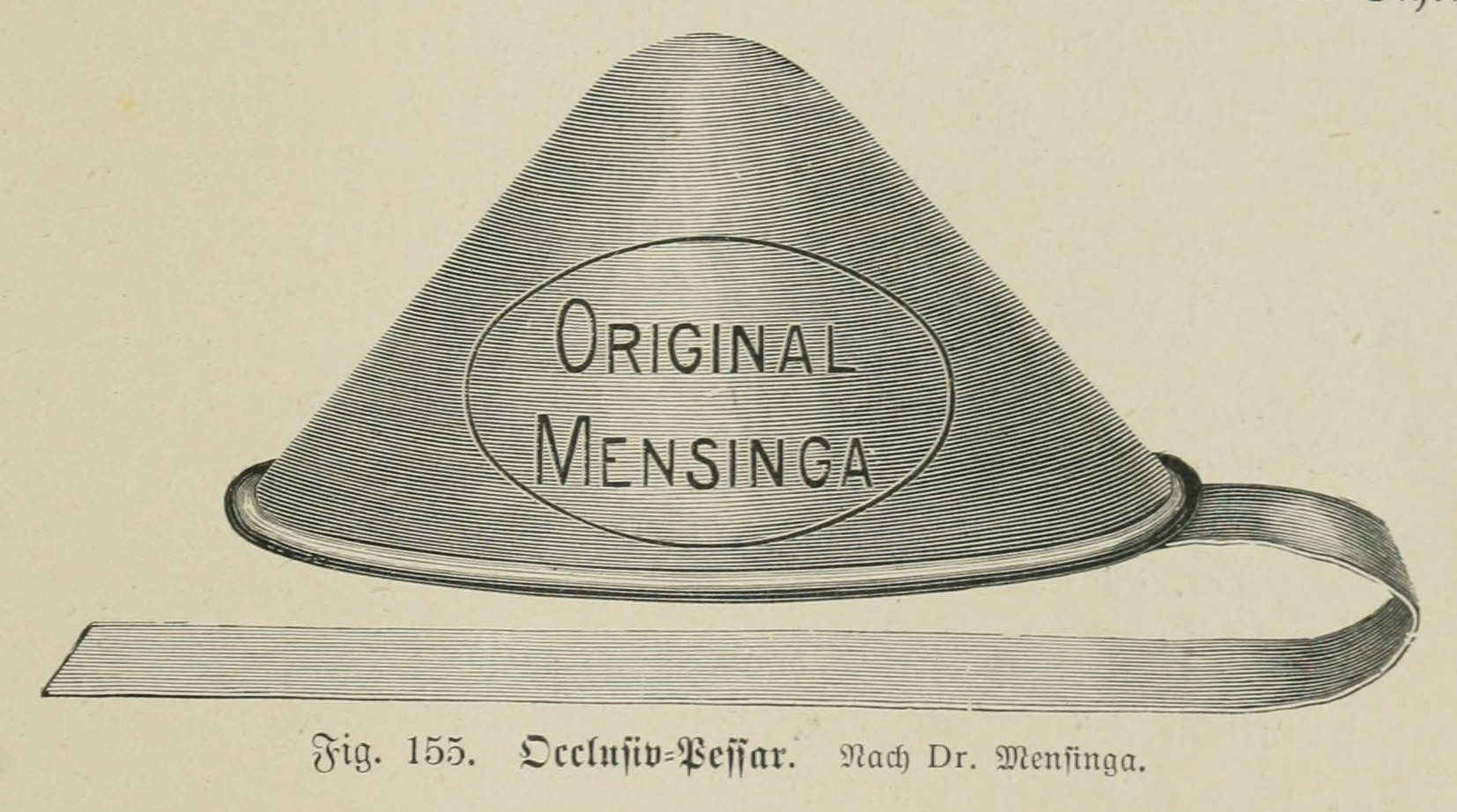
門辛格隔膜 (1911年)

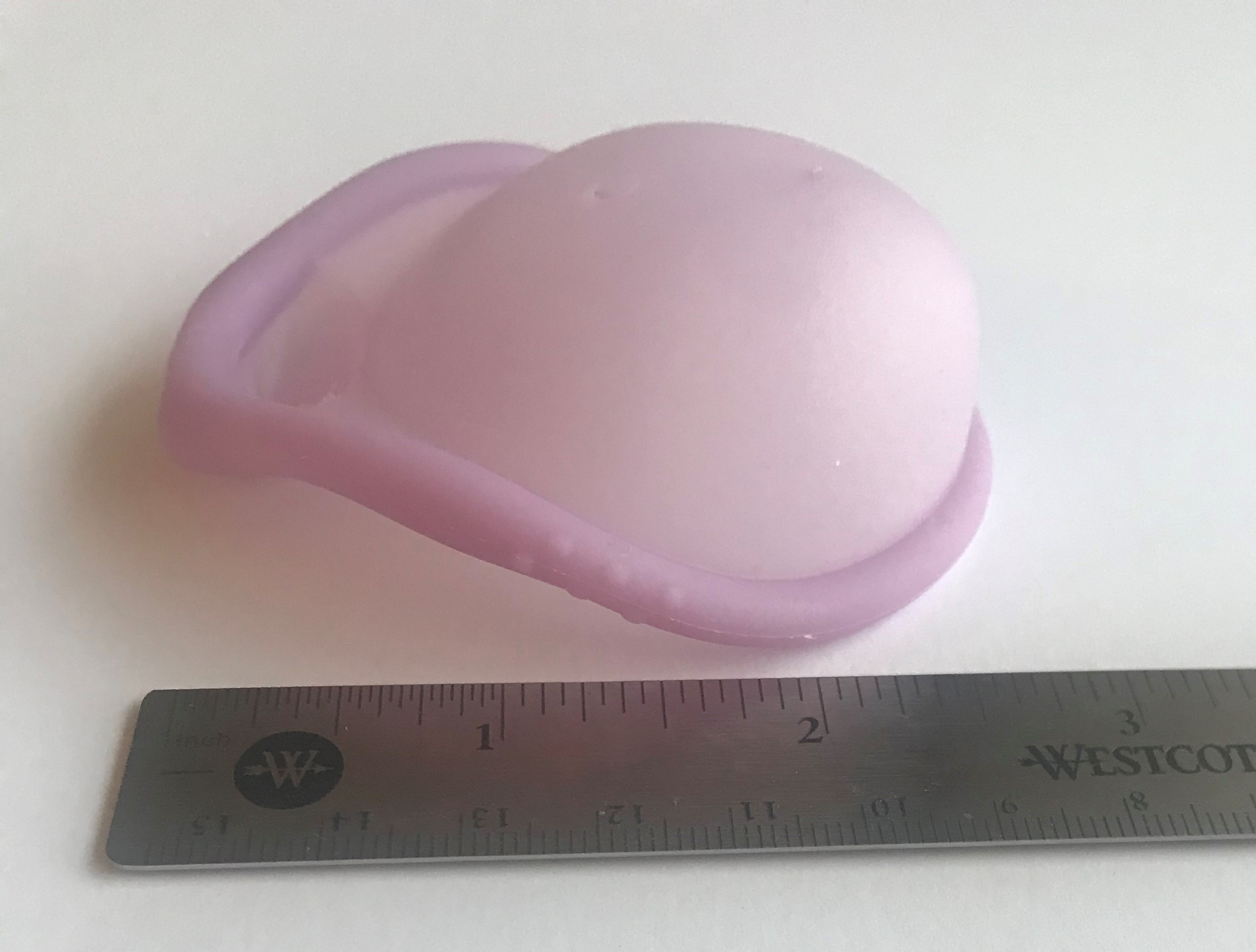
德國公司HRA Pharma出品的Caya隔膜。

阻擋子宮頸，防止精蟲進入而導致懷孕的想法已有數千年歷史。不同文明中都使用子宮頸形狀的裝置，例如油紙錐或半個檸檬，或製作含有蜂蜜或雪松樹脂的黏性混合物以塗在子宮頸開口上。然而隔膜，因其邊緣配置彈簧，得以保持在適當的位置，而非掛在子宮頸上或因其依靠其粘稠性，是種較新的發明。
隔膜能被發明的一個重要因素是橡膠硫化工藝，此工藝由查爾斯·固特異於1844年取得專利。在1880年代，一位德國婦科醫生威廉·P·J·門辛格 (Wilhelm P. J. Mensinga) 發表世界上第一個邊緣裝有彈簧的橡膠避孕裝置的描述。門辛格的文章最初使用筆名C. Hasse發表，而"門辛格隔膜"在很長一段時間內都是市面上僅有的此類產品品牌。</ref>在美國，一位名為Edward Bliss Foote的醫生從1860年代開始設計並銷售一種早期形式的閉塞陰道環，名為"子宮面紗"。
美國節育活動人士瑪格麗特·山額於1914年逃往歐洲，以規避1873年康斯托克法的制裁，該法律禁止透過郵件發送避孕器具或避孕訊息。山額逗留於荷蘭時取得隔膜的信息，並於1916年回國時將該產品引入美國。 1925年，山額的第二任丈夫斯利（Slee）提供資金給山額的朋友赫伯特·西蒙茲（Herbert Simonds），後者用此資金創立美國第一家隔膜製造公司－Holland-Rantos Company。
在歐洲，宮頸帽的使用比隔膜更為普遍，而隔膜是美國最廣泛使用的避孕工具之一。 於1940年，有三分之一的美國已婚夫婦使用隔膜避孕。自20世紀60年代引入宮內節育器（子宮環）和複合口服避孕藥後，使用隔膜的女性數量急劇下降。 於1965年，只有10%的美國已婚夫婦使用隔膜避孕。這個數字持續下降，到2002年只有0.2%的美國女性使用隔膜作為主要避孕工具。
楊森製藥公司於2014年宣布停產名為Ortho-All Flex Diaphragm的避孕隔膜產品。
單一尺寸的矽膠隔膜是衛生組織PATH（Program for Appropriate Technology in Health）在2000年代末期開發。它被授權給一家德國公司進行銷售。此種產品於2013年在歐洲獲得批准用於避孕，並於隔年在美國獲得批准使用。

## 社會與文化

### 經濟學
英國國民保健署採購隔膜的成本，每枚少於10英鎊。在美國的使用者的每枚成本約為15美元至75美元，有0.3%女性用於避孕之用。前述成本並未包括殺精劑的在內。

## 延伸閱讀
- Marks, Olivia. . The Guardian. 2015-07-10  [2017-03-15]. （原始内容存档于2020-11-08）..